# Pinhas de Korets
Pinhas Shapiro de Korets (hébreu : פנחס שפירא מקוריץ) est un rabbin galicien du XVIIIe siècle (1726-1791).
Comptant parmi les premiers disciples du fondateur du hassidisme, le Baal Shem Tov, il devient ensuite lui-même un maître hassidique, comptant parmi ses disciples le petit-fils de son maître, Borukh de Medjybij.

## Éléments biographiques
Né à Szkłów en Lituanie, Pinhas reçoit une éducation juive traditionnelle, baignée dans le Talmud. Il n’a pas encore atteint l’âge de bar mitsva que  sa famille déménage en Volhynie où son père, un prédicateur itinérant, fait la connaissance du Baal Shem Tov et de ses disciples. Il adopte alors le hassidisme, entrainant son fils avec lui. 
Après la mort d’Israel ben Eliezer en 1760, Pinhas devient un maitre hassidique indépendant à Korets. Il estime profondément Yaacov Yossef de Polnoye, qu'il considère comme le successeur authentique du Besht, émettant en revanche des réserves sur les doctrines hassidiques de Dov Baer de Mezeritch.
Enfant, Nahman de Bratslav rencontra Dov Baer de Mezeritch et Pinhas de Korets quand ils se rendaient prier sur la tombe de son arrière-grand-père, le Baal Shem Tov, et à cette occasion logeaient souvent dans la maison de ses parents.
Pinhas de Korets prend le parti de la Pologne, estimant que les Juifs polonais avaient une « Galout (Exil) plus facile qu’ailleurs » (par comparaison avec l’Allemagne et la Turquie). Il fait confiance aux troupes polonaises pour endiguer les attaques des cosaques (en 1768). Il protesta contre l'occupation russe de la Pologne, en affirmant que ses prières avaient maintenu les Russes en dehors.
Une biographie de Pinhas de Korets est publiée en 1909 (1931) par le Rabbin Matityahu Yehezkel Gutman.
Le Rabbin Meir Shapiro, qui lança l'initiative de l'étude quotidienne du Talmud (Daf Yomi) est un descendant de Pinhas de Korets.

## Œuvres de Pinhas de Korets
- Midrash Pinchas[4]
- Imrei Pinchas Hashalem (2 Volumes)[5]
- Nofet Zufim (Flow of the Honeycomb)[6].

## Pensées de Pinhas de Korets
- Un homme doit croire que même un brin de paille qui traîne sur le sol est le résultat d'un décret de Dieu. Il décrète qu'il traîne là avec une extrémité faisant face à un côté et l'autre extrémité de l'autre côté[7].
- Qui est le Tzadik (Juste) achevé? Celui qui aime le Rasha (Méchant) achevé? Qui est un Tzadik incomplet? Celui qui aime un Rasha incomplet[8].
- Pinhas de Korets parlait en long et en large sur l'amour d'Israël, disant que l'on doit aimer chaque individu d'Israël, et quand vous voyez que quelqu'un vous hait, il faut les aimer davantage, car Israël est le Trône de la Shechinah (Presence Divine) et pour la sainteté[9].
- Pourquoi les visages des gens sont-ils si différents? C'est qu'ils sont à l'image de Dieu[10]...
- Quand vous croyez que tout vient de Hashem, Béni Soit-Il, il n'y a alors ni mal ni mauvais du tout, il n'y a que du bien[11].
- Les joies font toutes partie du paradis; même une simple plaisanterie, si elle est dite dans un esprit de vraie joie[12].